# Reanimation (Album)
Reanimation (englisch für „Wiederbelebung“) ist das erste Remixalbum der US-amerikanischen Nu-Metal-Band Linkin Park. Es erschien am 30. Juli 2002 und enthält Remixe aller zwölf Lieder aus dem Debütalbum Hybrid Theory sowie acht zusätzliche Tracks, bei denen es sich überwiegend um kürzere Zwischentitel handelt.

## Entstehung
Nachdem Mike Shinoda verschiedene Remixe zugesandt bekommen hatte, entschied er sich, eine EP mit Remixen zu veröffentlichen. Auch Bandmitglied und DJ Joe Hahn ließ sich für diese Idee begeistern. Durch seine Unterstützung wurde das Projekt erweitert, sodass nun an einer LP gearbeitet wurde. Beide steuerten dem Album einige Remixe bei. Schlussendlich wurden angeblich über fünfzig Remixe produziert, wovon Shinoda die besten auswählte. Die Veröffentlichung erfolgte am 30. Juli 2002.

## Musikstil
Der Produzent des Albums, Mike Shinoda, ließ viele Songs von anderen Künstlern aus der Underground-Hip-Hop-Szene remixen. Deshalb wurden sie im Vergleich zu den Originalen stärker von Hip-Hop und Electro geprägt. Teilweise wurden die Songs auch düsterer und ruhiger.

## Inhalt

### Titelliste
| #  | Titel             | Länge | Interpret                                        | Bemerkung                           | Originaltitel       |
| -- | ----------------- | ----- | ------------------------------------------------ | ----------------------------------- | ------------------- |
| 1  | Opening           | 1:07  |                                                  | Intro                               |                     |
| 2  | Pts.of.Athrty     | 3:45  | Jay Gordon                                       | Single                              | Points of Authority |
| 3  | Enth E Nd         | 4:00  | Kutmasta Kurt feat. Motion Man                   |                                     | In the End          |
| 4  | [Chali]           | 0:23  |                                                  | Interlude                           |                     |
| 5  | Frgt/10           | 3:32  | The Alchemist feat. Chali 2na                    |                                     | Forgotten           |
| 6  | P5hng Me A*wy     | 4:37  | Mike Shinoda feat. Stephen Richards              |                                     | Pushing Me Away     |
| 7  | Plc. 4 Mie Hæd    | 4:20  | AmpLive feat. Zion                               |                                     | A Place for My Head |
| 8  | X-Ecutioner Style | 1:49  | Sean C. feat. Roc Raida & Black Thought          |                                     |                     |
| 9  | H! Vltg3          | 3:30  | Evidence feat. Pharoahe Monch & DJ Babu          |                                     | High Voltage        |
| 10 | [Riff Raff]       | 0:21  |                                                  | Interlude                           |                     |
| 11 | Wth>You           | 4:12  | Chairman Hahn feat. Aceyalone                    |                                     | With You            |
| 12 | Ntr\Mssion        | 0:29  |                                                  | Interlude                           |                     |
| 13 | Ppr:Kut           | 3:26  | DJ Cheapshot & Jubacca feat. Rasco & Planet Asia |                                     | Papercut            |
| 14 | Rnw@y             | 3:13  | Backyard Bangers feat. Phoenix Orion             |                                     | Runaway             |
| 15 | My<Dsmbr          | 4:17  | Mickey P. feat. Kelli Ali                        |                                     | My December         |
| 16 | [Stef]            | 0:10  |                                                  | Interlude                           |                     |
| 17 | By_Myslf          | 3:42  | Josh Abraham & Mike Shinoda                      |                                     | By Myself           |
| 18 | Kyur4 th Ich      | 2:32  | Chairman Hahn                                    | Instrumental                        | Cure for the Itch   |
| 19 | 1stp Klosr        | 5:46  | The Humble Brothers feat. Jonathan Davis         |                                     | One Step Closer     |
| 20 | Krwlng            | 5:42  | Mike Shinoda feat. Aaron Lewis                   |                                     | Crawling            |
| 21 | Buy Myself        | 4:26  | Marilyn Manson                                   | Bonus-Track der japanischen Edition | By Myself           |

Die DVD-Audio enthält zusätzlich noch diese Bonus-Videos:

Video 1: Pts.Of:Athrty

Video 2: Kyur4 Th Ich

Video 3: Frgt/10

Video 4: Making Of ‘Pts.Of.Athrty’ Animated Video

Diese Ausgabe enthält das gesamte Album in Advanced Resolution Multi-Channel 5.1-Surround Sound (48k/24bit) und Dolby Digital 5.1 Surround Sound und gilt bis heute als die Surround-Referenz für Musik-Produktionen. Unglücklicherweise wurde aber erst drei Jahre nach dieser Veröffentlichung damit begonnen, bei der Verleihung der Grammys die Rubik Grammy Award for Best Surround Sound Album auszuzeichnen.

### Cover
Die Coverabbildung zeigt das gleiche Motiv wie bei Hybrid Theory, allerdings wurde der Soldat durch einen Roboter ersetzt. Der Hintergrund ist grün.

### Singleauskopplungen
15 Tage vor der Veröffentlichung des Albums kam die erste und einzige offizielle Single H! Vltg3 / Pts.of.Athrty („High Voltage/Points of Authority“) als Doppel-A-Seite auf den Markt. Die B-Seite besteht aus Buy Myself, das sonst nur auf der japanischen Edition und der iTunes-Bonus-Version des Albums zu finden ist. Die Single wurde im Vereinigten Königreich zum zweiten Top-Ten-Hit nach In the End. In Deutschland erreichte sie Platz 31.
Als Promo-Singles wurden Enth E Nd, Frgt/10, P5hng Me A*wy, By_Myslf und 1stp Klosr veröffentlicht.
| Jahr | Titel         | Höchstplatzierung, Gesamtwochen, AuszeichnungChartplatzierungen (Jahr, Titel, , Platzierungen, Wochen, Auszeichnungen, Anmerkungen) | Höchstplatzierung, Gesamtwochen, AuszeichnungChartplatzierungen (Jahr, Titel, , Platzierungen, Wochen, Auszeichnungen, Anmerkungen) | Höchstplatzierung, Gesamtwochen, AuszeichnungChartplatzierungen (Jahr, Titel, , Platzierungen, Wochen, Auszeichnungen, Anmerkungen) | Höchstplatzierung, Gesamtwochen, AuszeichnungChartplatzierungen (Jahr, Titel, , Platzierungen, Wochen, Auszeichnungen, Anmerkungen) | Anmerkungen                         |
| Jahr | Titel         | DE | AT | CH | UK | Anmerkungen                         |
| ---- | ------------- | --- | --- | --- | --- | ----------------------------------- |
| 2002 | Pts.of.Athrty | DE31 (9 Wo.)DE | AT47 (10 Wo.)AT | CH61 (9 Wo.)CH | UK9 (6 Wo.)UK | Erstveröffentlichung: 15. Juli 2002 |

## Kritiken
Reanimation erhielt gemischte Kritiken. Plattentests.de schrieb, das Album stinke in seiner völligen Überflüssigkeit, und vergab vier von zehn Punkten. Auch Laut.de bezeichnet das Album als überflüssig und „nur sporadisch künstlerisch wertvoll“. Allmusic meint hingegen, das Album sei ein Schritt in die richtige Richtung. Rolling Stone schrieb, die Musik sei nicht bahnbrechend, habe aber im Vergleich zu den Originaltracks einen eigenen Reiz, und vergab deshalb drei von fünf Punkten.

## Kommerzieller Erfolg

### Chartplatzierungen
| ChartsChartplatzierungen       | Höchstplatzierung | Wochen |
| ------------------------------ | ----------------- | ------ |
| Deutschland (GfK)              | 3 (13 Wo.)        | 13     |
| Österreich (Ö3)                | 2 (12 Wo.)        | 12     |
| Schweiz (IFPI)                 | 3 (12 Wo.)        | 12     |
| Vereinigte Staaten (Billboard) | 2 (33 Wo.)        | 33     |
| Vereinigtes Königreich (OCC)   | 3 (10 Wo.)        | 10     |

| ChartsJahrescharts (2002)      | Platzierung |
| ------------------------------ | ----------- |
| Deutschland (GfK)              | 58          |
| Österreich (Ö3)                | 51          |
| Schweiz (IFPI)                 | 77          |
| Vereinigte Staaten (Billboard) | 70          |

### Auszeichnungen für Musikverkäufe
Reanimation erreichte in Deutschland, Österreich und der Schweiz Gold-, sowie in Großbritannien und in den USA Platin-Status. Mit 1.900.000 verkauften Einheiten alleine in den Vereinigten Staaten (Stand Juni 2014) gehört Reanimation zu den erfolgreichsten Remixalben aller Zeiten.
| Land/Region                  | Auszeichnungen für Musikverkäufe (Land/Region, Auszeichnung, Verkäufe) | Verkäufe  |
| ---------------------------- | ---------------------------------------------------------------------- | --------- |
| Argentinien (CAPIF)          | Gold                                                                   | 20.000    |
| Australien (ARIA)            | Gold                                                                   | 35.000    |
| Brasilien (PMB)              | Gold                                                                   | 50.000    |
| Deutschland (BVMI)           | Gold                                                                   | 150.000   |
| Neuseeland (RMNZ)            | Platin                                                                 | 15.000    |
| Österreich (IFPI)            | Gold                                                                   | 15.000    |
| Schweiz (IFPI)               | Gold                                                                   | 20.000    |
| Spanien (Promusicae)         | Gold                                                                   | 50.000    |
| Vereinigte Staaten (RIAA)    | Platin                                                                 | 1.900.000 |
| Vereinigtes Königreich (BPI) | Platin                                                                 | 300.000   |
| Insgesamt                    | 7× Gold · 3× Platin ·                                                  | 2.575.000 |

Hauptartikel: Linkin Park/Auszeichnungen für Musikverkäufe